# Ludvig af Frankrig (1729-1765)
Ludvig Ferdinand (født 4. september 1729 på Versailles, død 20. december 1765 på Fontainebleau) var ældste søn af Ludvig 15. af Frankrig og var hans tronfølger.
Ludvig døde af tuberkulose næsten ni år før sin far.

## Børn
Først gift med Maria Teresa af Spanien:
1. Marie Thérèse af Frankrig (1746–1748);

Anden gang gift med Maria Josepha Carolina af Sachsen:
1. Marie Zéphyrine af Frankrig (1750–1755)  Madame Royale;
2. Louis Joseph af Frankrig (1751–1761), Hertug af Bourgogne;
3. Xavier Marie af Frankrig (1753–1754), Hertug af Aquitaine;
4. Louis Auguste af Frankrig, "Louis XVI" (1754–1793);
5. Louis Stanislas af Frankrig, "Ludvig XVIII af Frankrig" (1755–1824);
6. Charles Philippe af Frankrig, "Karl X af Frankrig"  (1757–1836);
7. Marie Clotilde af Frankrig (1759–1802), gift med Karl Emmanuel 4. af Sardinien-Piemont;
8. Élisabeth af Frankrig, ("Madame Élisabeth") (1764–1794)